# Wazir Khan
Wazir Khan (eigentlich Shaikh Ilm-ud-din Ansari; † 1641) war ein prominenter Arzt und Gouverneur des Panjab im Mogulreich.
Wazir Khan stammte aus der Stadt Chiniot. Als Gouverneur des Panjab ließ er im Jahr 1634 in Lahore die Wazir-Khan-Moschee erbauen, die mit Fliesen, Arabesken und Koransprüchen verziert ist.